# Kanton Val-de-Reuil
Kanton Val-de-Reuil (fr. Canton de Val-de-Reuil) je francouzský kanton v departementu Eure v regionu Horní Normandie. Skládá se z osmi obcí.

## Obce kantonu
- Connelles
- Herqueville
- Léry
- Porte-Joie
- Poses
- Tournedos-sur-Seine
- Val-de-Reuil
- Le Vaudreuil